# 奧蘭聖心大教堂

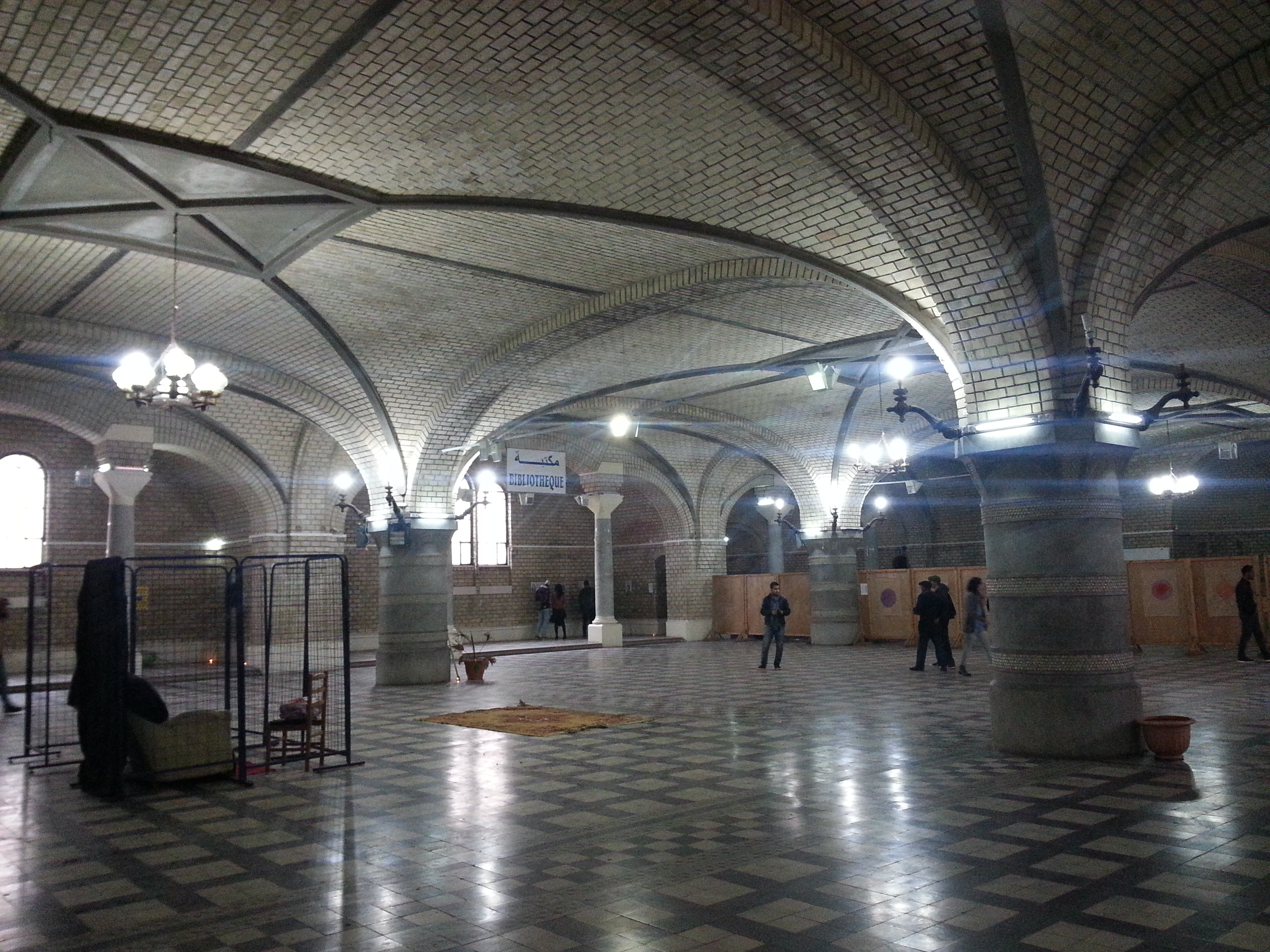
內部圖書館一景

奧蘭聖心大教堂（法語：Cathédrale du Sacré-Cœur d'Oran）是一座前羅馬天主教教堂，位於阿爾及利亞奧蘭哈姆布特利斯大道上的卡希納廣場。
教堂建築建於1903年至1913年間，由阿爾及利亞政府的建築師阿爾伯特·巴盧 ( Albert Ballu) 設計，並由奧古斯特和古斯塔夫·佩雷 (Auguste and Gustave Perret) 參與設計。教堂本身的結構是鋼筋混凝土，這使它成為法國海外領土上第一座以此建造的教堂，於1930年4月30日啟用。
大教堂於1984年改建為地區圖書館，然後於1996年成為公共圖書館。